# Lynk & Co
Lynk & Co es una marca chino-sueca de automóviles, propiedad del consorcio chino Geely (al igual que Volvo, Zeekr, Polestar, Lotus o Smart, entre otras).
La marca fue fundada en Gotemburgo en 2016 como una empresa conjunta tripartita entre Volvo Cars, Geely Auto Group y Geely Holding. En noviembre de 2024, las estructuras de capital de Geely Auto, Zeekr y Lynk & Co se modificaron de acuerdo con la estrategia de reestructuración de Geely Holding Group.

## Modelos
Lynk & Co ha anunciado tres modelos destinados a la producción, todos ellos basados en la plataforma de arquitectura compacta modular (CMA) desarrollada por CEVT y utilizada también por Volvo. 
El primer producto anunciado por Lynk & Co fue el crossover 01, la primera versión de producción mostrada en el Salón del Automóvil de Shanghái 2017. La  producción del 01 empezó primero en China en 2017.
El tercer modelo, también basado en la plataforma compartida con el Volvo XC40, es el 02. Más pequeño que el 01, también es un crossover.
Los modelos actuales son los siguientes:
- Lynk & Co 01 (2017–hoy), un SUV compacto
- Lynk & Co 02 (2018–hoy), dos compactos: un hatchback y un SUV crossover
- Lynk & Co 03 (2018–hoy), un sedán compacto
- Lynk & Co 04 (2020–hoy), una scooter eléctrica lanzada con el 06, junto con Ninebot[6]
- Lynk & Co 05 (2019–hoy), un Coupé SUV compacto basado en el 01
- Lynk & Co 06 (2020–hoy), un SUV subcompacto
- Lynk & Co 07 (2021–hoy), un SUV compacto de 7 plazas[7]
- Lynk & Co 09 (2021–hoy), un SUV mediano[8]
- Lynk & Co Z10, sedan de tamaño completo, eléctrico BEV.
- Lynk & Co Z20 (por venir), compact hatchback compacto, eléctrico BEV.

## Ventas
Lynk & Co vende según el método directo al consumidor en la mayoría de los mercados, a diferencia del modelo tradicional de concesionarios, e influido por Tesla que ha alcanzado el éxito mediante la venta directa. Cada coche lo pide directamente el comprador, pudiendo personalizarlo mediante módulos de equipamiento, ya sea en línea o en puntos de venta al por menor.
La marca abrió 221 puntos de venta al por menor en China durante 2019, y se expandió a Europa en 2020.
Lynk & Co ofrece también una suscripción basada en el servicio a la clientela.
Lynk & Co registró ventas de 120.414 vehículos en China durante 2018, el primer año completo en el que la marca estuvo en el mercado.

## Galería

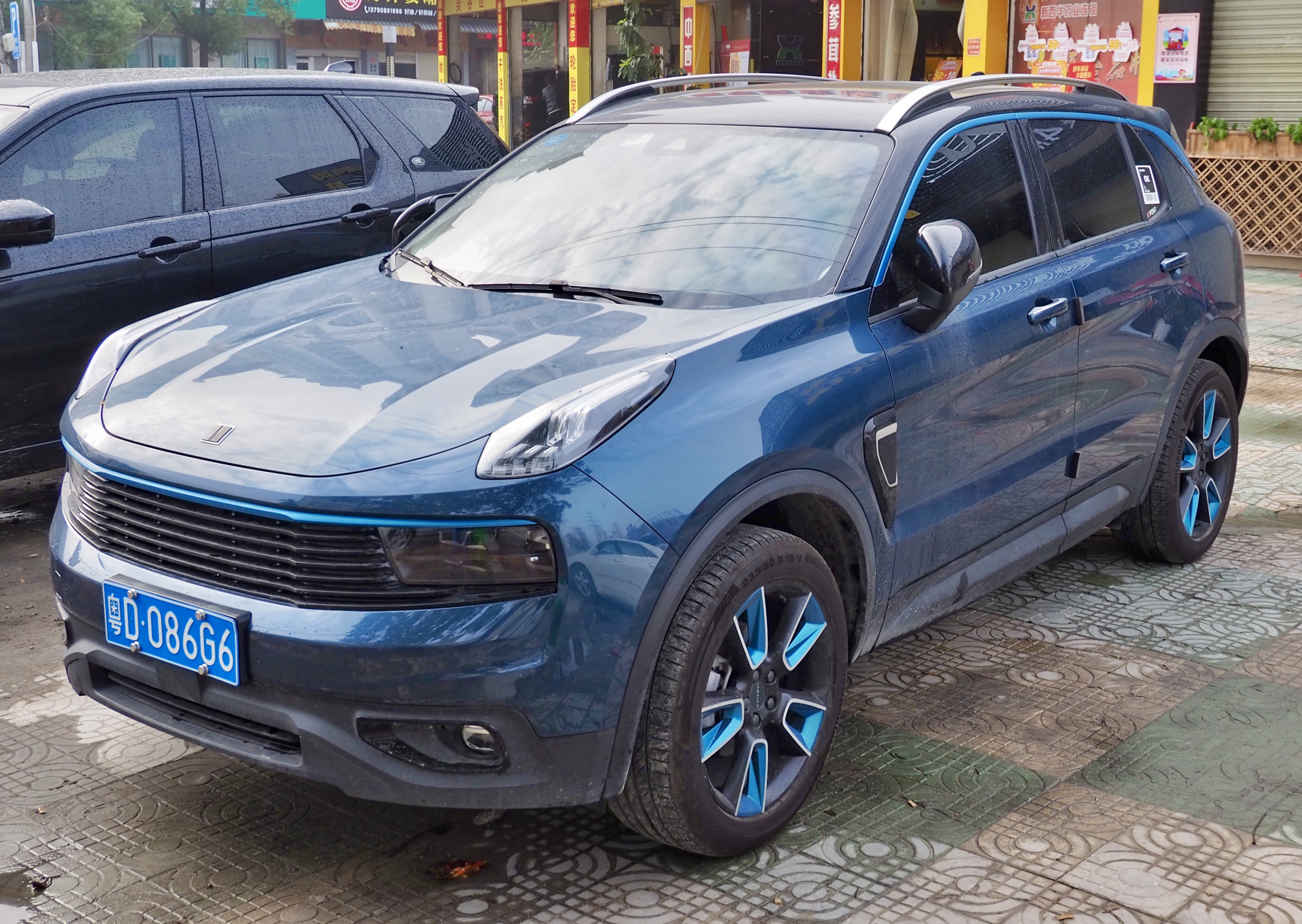
Lynk & Co 01
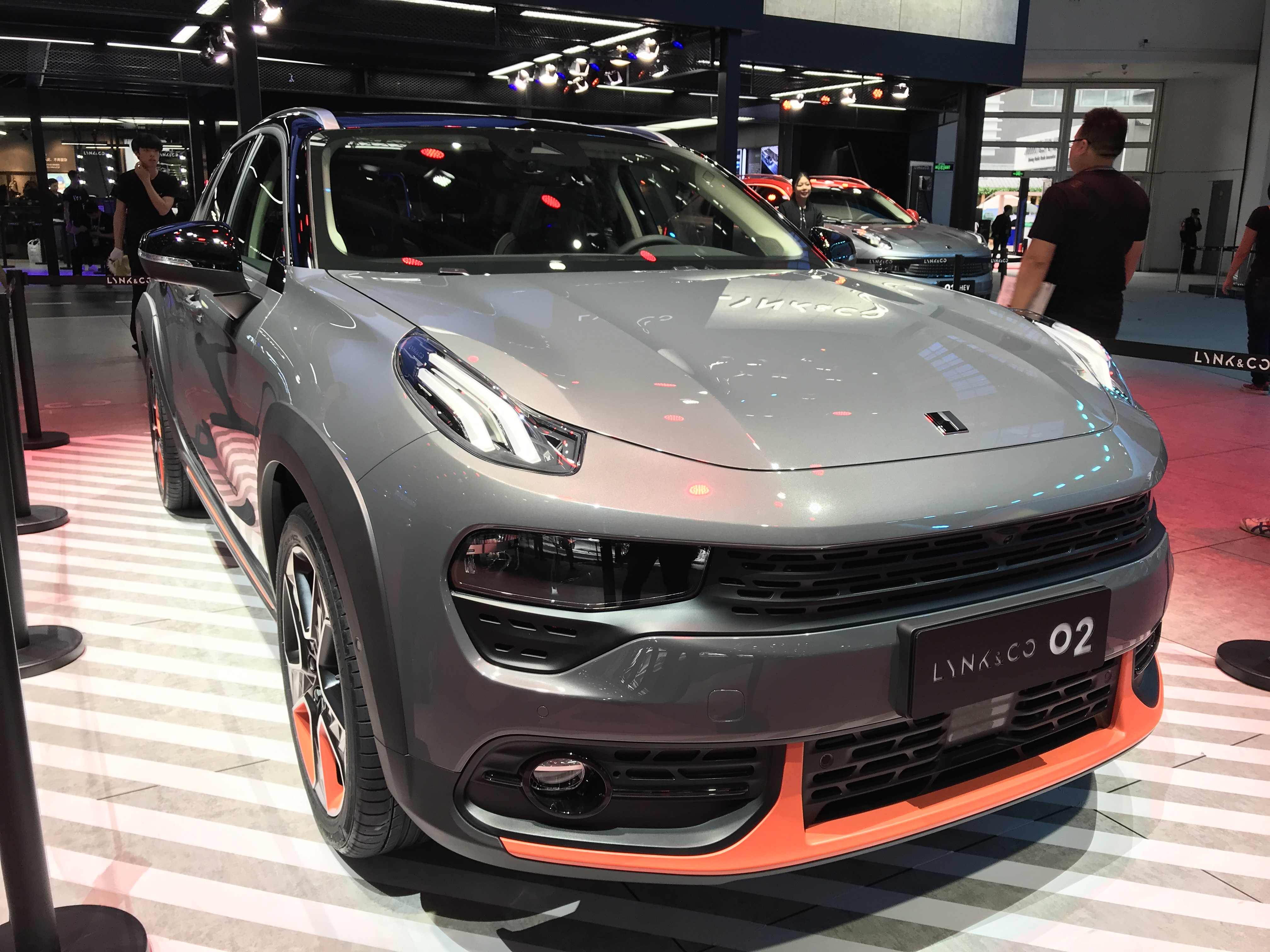
Lynk & Co 02
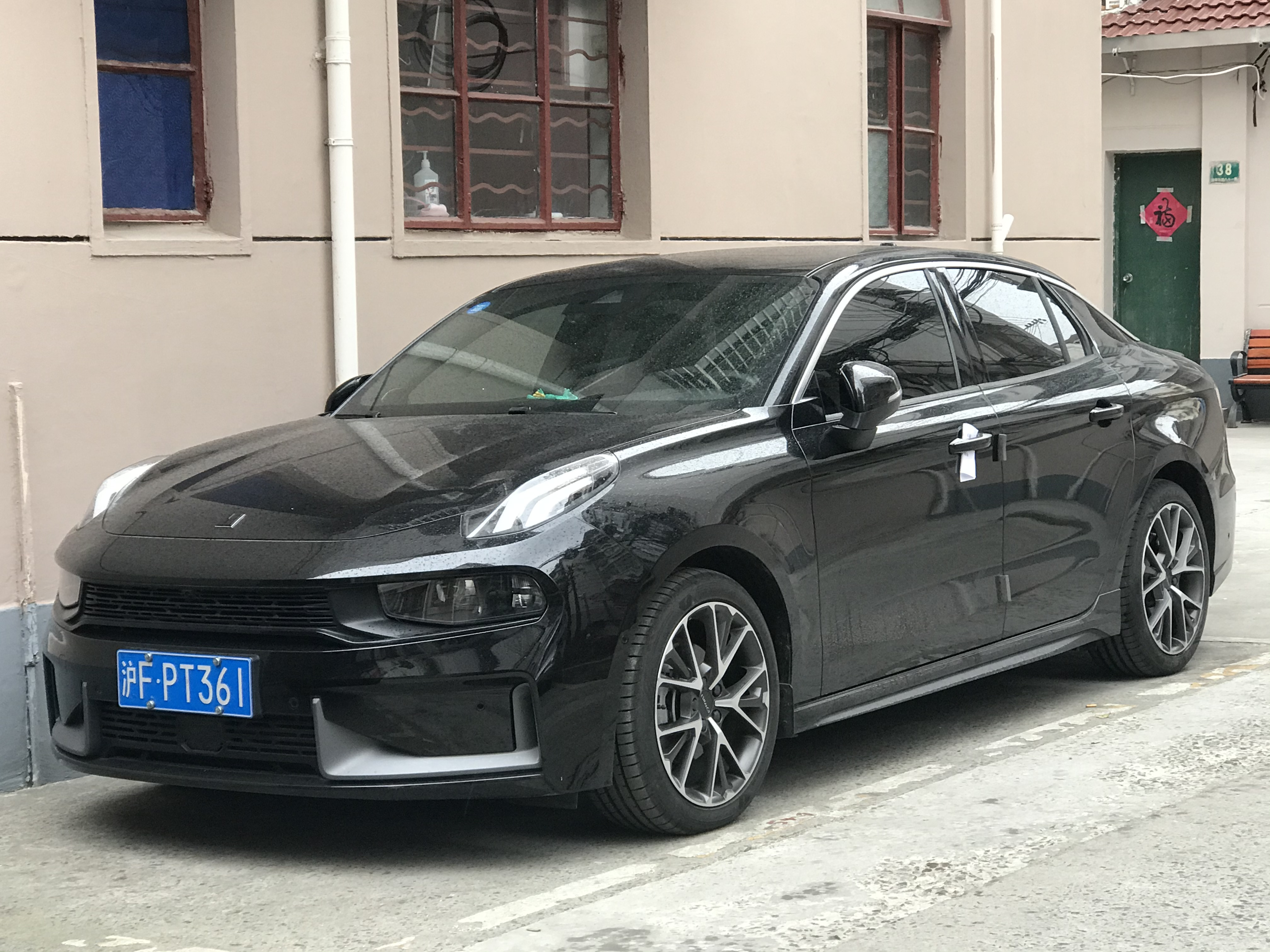
Lynk & Co 03
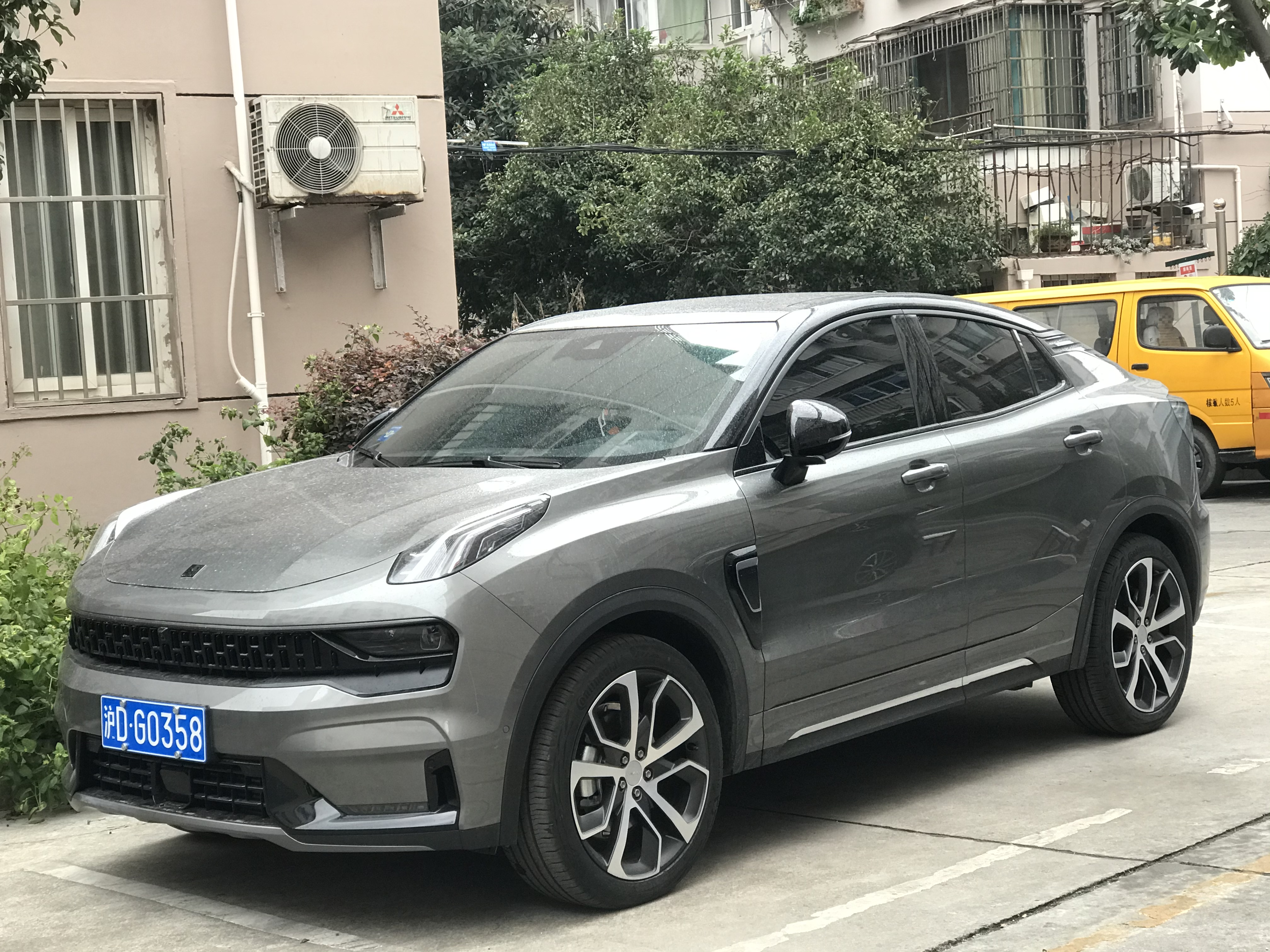
Lynk & Co 05
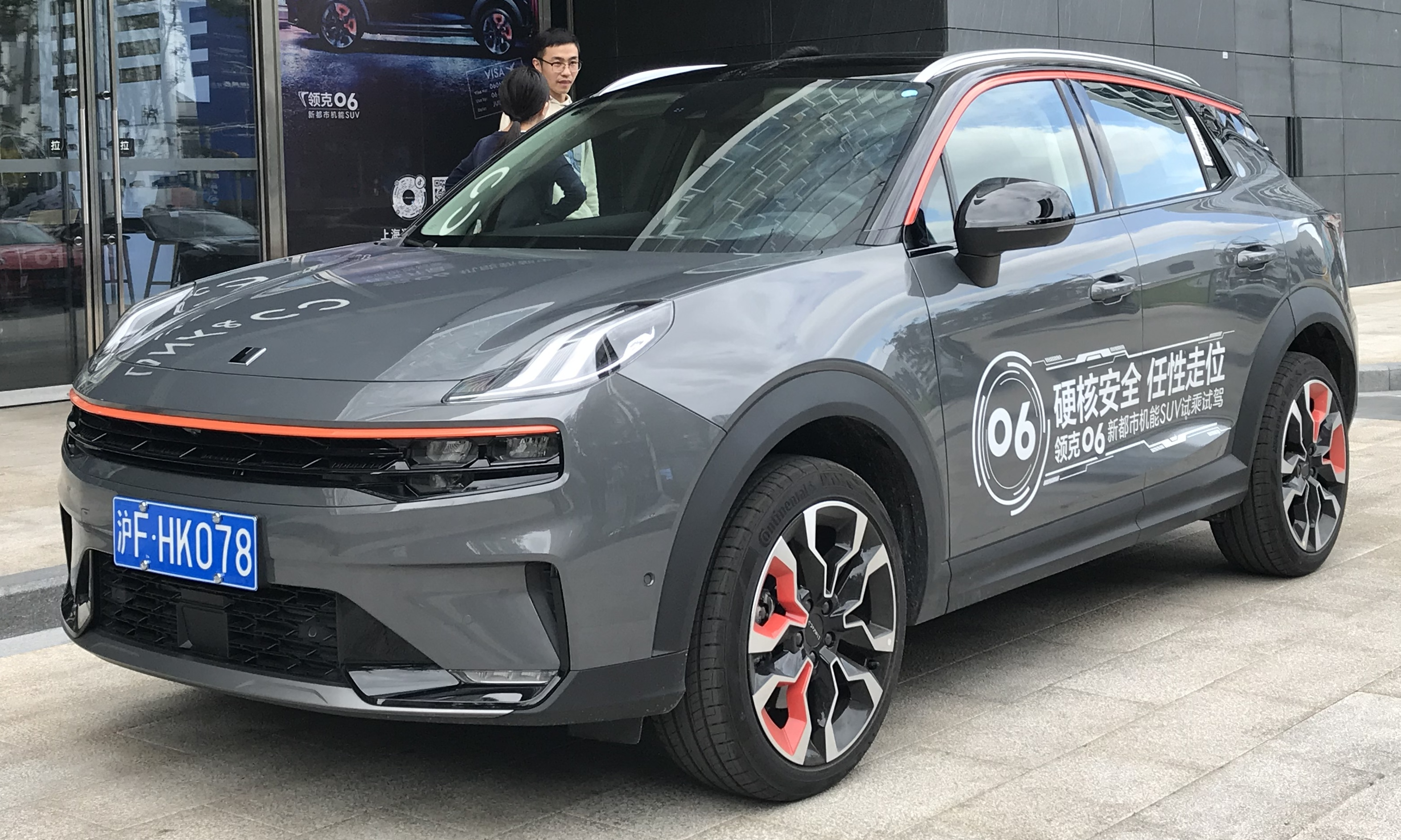
Lynk & Co 06
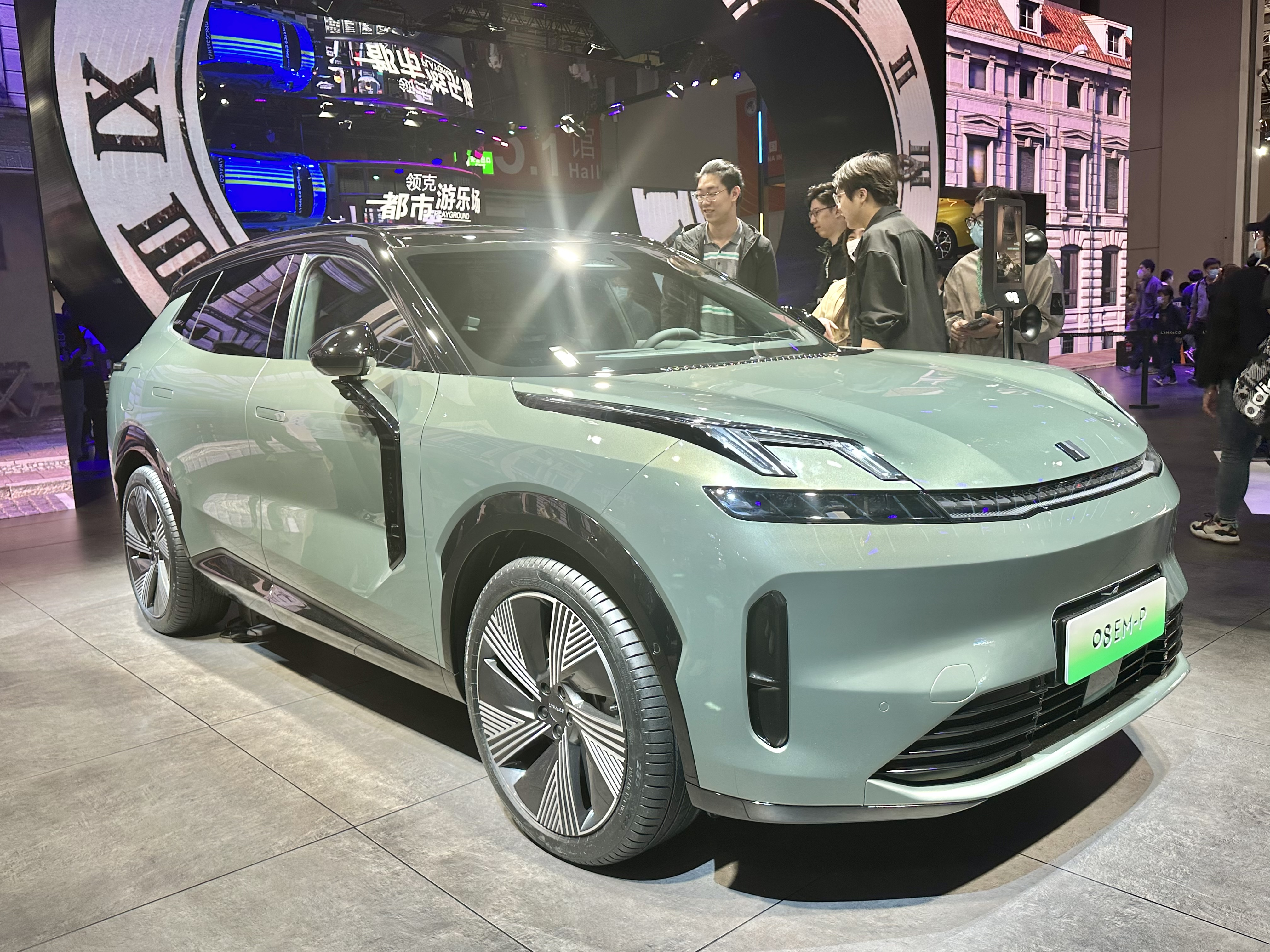
Lynk & Co 08
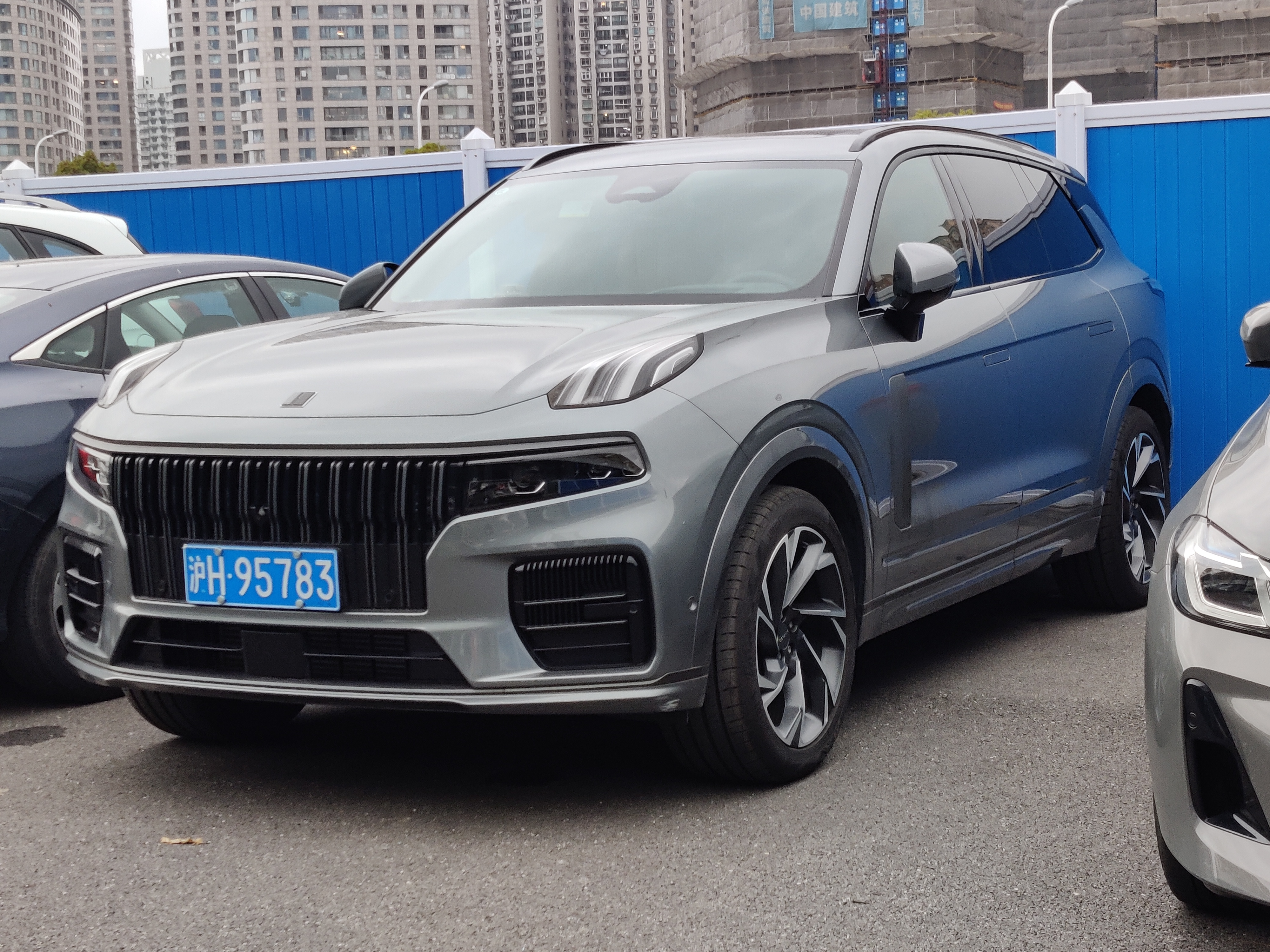
Lynk & Co 09